# Nesna
Nesna là một đô thị ở hạt Nordland, Na Uy.
Nesna được lập thành đô thị ngày 1/1/1838 (xem formannskapsdistrikt). Dønna đã được tách khỏi Nesna ngày 1 tháng 7 năm 1888.

Bản đồ đô thị Nesna

Đô thị này gồm 3 hòn đảo (Tomma, Hugla và Handnesøya) và 1 bán đảo mang tên đô thị. Bán đảo Nesna là nơi có trụ sở của Nesna University College Lưu trữ ngày 10 tháng 4 năm 2008 tại Wayback Machine.
Đô thị Nesna (ban đầu là một giáo khu) đã được đặt tên theo một nông trang cũ Nesna (tiếng Na Uy Cổ Nesnar) do nhà thờ đầu tiên đã được xây ở đó.

## Liên kết ngoài

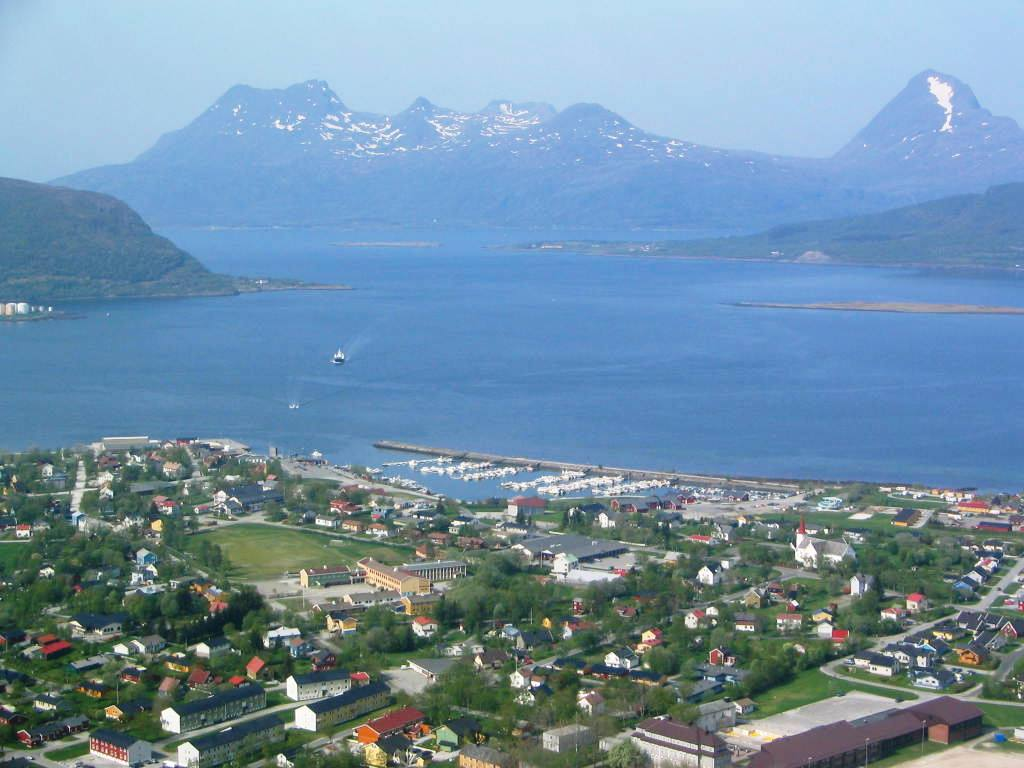
bán đảo Nesna ở phía trước,Tomma ở giữa phía xa, Handnesøya bên phải và Hugla bên trái